# Hoplosmia scutellaris
Hoplosmia scutellaris är en biart som först beskrevs av Morawitz 1868. Den ingår i släktet taggmurarbin och familjen buksamlarbin. Inga underarter finns listade i Catalogue of Life.